# 石川県第3区
石川県第3区（いしかわけんだい3く）は、日本の衆議院議員総選挙における選挙区。1994年（平成6年）の公職選挙法改正で設置。

## 区域
2013年（平成25年）公職選挙法改正以降の区域は以下のとおりである。中選挙区時代の石川県第2区と同一の区域である。
- 七尾市
- 輪島市
- 珠洲市
- 羽咋市
- かほく市
- 河北郡
- 羽咋郡
- 鹿島郡
- 鳳珠郡

1994年（平成6年）公職選挙法改正から2013年の小選挙区改定までの区域は以下のとおりである。
- 七尾市
- 輪島市
- 珠洲市
- 羽咋市
- 河北郡
- 羽咋郡
- 鹿島郡
- 鳳至郡
- 珠洲郡

## 歴史
中選挙区時代は、奥能登地域の穴水町を地盤とする坂本三十次、中能登地域の七尾市を地盤とする瓦力、口能登地域の羽咋市を地盤とする稲村佐近四郎と自由民主党が3議席独占していた。撚糸工連事件により稲村が政界を引退、時を同じく定数が1減の2議席になったが坂本と瓦が議席を維持した。
1994年（平成6年）、公職選挙法改正に伴う小選挙区の設置により、当初は坂本が選挙区、瓦が比例区の方針であったが瓦が反発、無所属での出馬も検討したため、坂本が譲歩し瓦が小選挙区の候補者となった。
候補者調整の結果、保守地盤に支えられて瓦が3期連続当選を重ねてきたが、輪島市を除くと自民党の得票が伸び悩んでいる状況にあった。このため、2005年（平成17年）の第44回総選挙において、元首相で自民党石川県支部連合会会長の森喜朗（石川2区選出）主導で輪島市出身の県議会議員である北村茂男を擁立した。瓦や中能登地域の自民党支持者の反発を招いたが、コスタリカ方式の導入や比例での優遇などを条件に瓦は承諾。北村は3区で初当選し、次期総選挙ではコスタリカ方式を採用せず小選挙区の候補者に内定した。
しかし、2009年（平成21年）の第45回衆議院議員総選挙では中能登町出身の証券会社社員である近藤和也を民主党が擁立。また、瓦が引退と同時に北村を後継指名しないことを表明し、近藤は瓦の後援会や郵政政策研究会の支援を受け、七尾・羽咋・かほくなどで支持を広げて北村を2,033票差で下し初当選した（北村は比例復活で再選）。
2012年（平成24年）の第46回衆議院議員総選挙では、近藤は民主党政権への失望や菅直人を党代表選挙で支援していたことに反発した地方議員が相次いで離反したことから4万票近く減らし惨敗、北村が比例復活も許さず3選した。
2014年（平成26年）の第47回衆議院議員総選挙でも北村が大票田の七尾・羽咋などで敗北したものの近藤を6,444票差で下し、比例復活も阻止し4選した。近藤は2回連続で落選したことで、「選挙に弱い人間が組織を引っ張れるのかという思いがある」と述べ、民主党支部長の辞意を表明した。その後、民進党の石川3区支部長として次期総選挙の公認候補に内定した。
2017年（平成27年）の第48回衆議院議員総選挙では、現職の北村が引退を宣言し、自民党は後継として前県議の西田昭二を擁立。西田は小選挙区にて2,110票差で当選し、希望の党公認で出馬した近藤は前回より惜敗率を高め、重複立候補した比例北陸信越ブロックから復活し、再選。
2021年（令和3年）の第49回衆議院議員総選挙で近藤は立憲民主党から出馬したが、3,945票差で西田に敗れ再び比例復活となった。
2024年（令和6年）の第50回衆議院議員総選挙では自民党政権の能登半島地震の復興の遅れもあり、立憲民主党の近藤が小選挙区で勝利し、自民党の西田は比例復活となった。

## 小選挙区選出議員
| 選挙名                 | 年     | 当選者   | 党派       |
| ---------------------- | ------ | -------- | ---------- |
| 第41回衆議院議員総選挙 | 1996年 | 瓦力     | 自由民主党 |
| 第42回衆議院議員総選挙 | 2000年 | 瓦力     | 自由民主党 |
| 第43回衆議院議員総選挙 | 2003年 | 瓦力     | 自由民主党 |
| 第44回衆議院議員総選挙 | 2005年 | 北村茂男 | 自由民主党 |
| 第45回衆議院議員総選挙 | 2009年 | 近藤和也 | 民主党     |
| 第46回衆議院議員総選挙 | 2012年 | 北村茂男 | 自由民主党 |
| 第47回衆議院議員総選挙 | 2014年 | 北村茂男 | 自由民主党 |
| 第48回衆議院議員総選挙 | 2017年 | 西田昭二 | 自由民主党 |
| 第49回衆議院議員総選挙 | 2021年 | 西田昭二 | 自由民主党 |
| 第50回衆議院議員総選挙 | 2024年 | 近藤和也 | 立憲民主党 |

## 選挙結果
時の内閣：第1次石破内閣 解散日：2024年10月9日 公示日：2024年10月15日
当日有権者数：23万800人 最終投票率：62.50%（前回比：3.59%） （全国投票率：53.85%（2.08%））
| 当落 | 候補者名 | 年齢 | 所属党派   | 新旧 | 得票数   | 得票率 | 惜敗率 | 推薦・支持               | 重複 |
| ---- | -------- | ---- | ---------- | ---- | -------- | ------ | ------ | ------------------------ | ---- |
| 当   | 近藤和也 | 50   | 立憲民主党 | 前   | 77,247票 | 54.40% | ――     | 社会民主党石川県連合支持 | ○    |
| 比当 | 西田昭二 | 55   | 自由民主党 | 前   | 61,308票 | 43.18% | 79.37% | 公明党推薦               | ○    |
|      | 南章治   | 69   | 日本共産党 | 新   | 3,438票  | 2.42%  | 4.45%  |                          |      |

時の内閣：第1次岸田内閣 解散日：2021年10月14日 公示日：2021年10月19日
当日有権者数：24万3618人 最終投票率：66.09%（前回比：0.77%） （全国投票率：55.93%（2.25%））
| 当落 | 候補者名 | 年齢 | 所属党派   | 新旧 | 得票数   | 得票率 | 惜敗率 | 推薦・支持               | 重複 |
| ---- | -------- | ---- | ---------- | ---- | -------- | ------ | ------ | ------------------------ | ---- |
| 当   | 西田昭二 | 52   | 自由民主党 | 前   | 80,692票 | 50.74% | ――     | 公明党推薦               | ○    |
| 比当 | 近藤和也 | 47   | 立憲民主党 | 前   | 76,747票 | 48.26% | 95.11% | 社会民主党石川県連合推薦 | ○    |
|      | 倉知昭一 | 85   | 無所属     | 新   | 1,588票  | 1.00%  | 1.97%  |                          | ×    |

時の内閣：第3次安倍第3次改造内閣 解散日：2017年9月28日 公示日：2017年10月10日
当日有権者数：25万5051人 最終投票率：65.32%（前回比：8.02%） （全国投票率：53.68%（1.02%））
| 当落 | 候補者名 | 年齢 | 所属党派   | 新旧 | 得票数   | 得票率 | 惜敗率 | 推薦・支持 | 重複 |
| ---- | -------- | ---- | ---------- | ---- | -------- | ------ | ------ | ---------- | ---- |
| 当   | 西田昭二 | 48   | 自由民主党 | 新   | 80,416票 | 49.05% | ――     | 公明党推薦 | ○    |
| 比当 | 近藤和也 | 43   | 希望の党   | 元   | 78,306票 | 47.77% | 97.38% |            | ○    |
|      | 鈴木宏太 | 36   | 日本共産党 | 新   | 5,212票  | 3.18%  | 6.48%  |            |      |

時の内閣：第2次安倍改造内閣 解散日：2014年11月21日 公示日：2014年12月2日
当日有権者数：25万6406人 最終投票率：57.30%（前回比：7.45%） （全国投票率：52.66%（6.66%））
| 当落 | 候補者名 | 年齢 | 所属党派   | 新旧 | 得票数   | 得票率 | 惜敗率 | 推薦・支持 | 重複 |
| ---- | -------- | ---- | ---------- | ---- | -------- | ------ | ------ | ---------- | ---- |
| 当   | 北村茂男 | 69   | 自由民主党 | 前   | 71,384票 | 49.56% | ――     | 公明党推薦 | ○    |
|      | 近藤和也 | 41   | 民主党     | 元   | 64,940票 | 45.08% | 90.97% |            | ○    |
|      | 渡辺裕子 | 29   | 日本共産党 | 新   | 7,726票  | 5.36%  | 10.82% |            |      |

時の内閣：野田第3次改造内閣 解散日：2012年11月16日 公示日：2012年12月4日
当日有権者数：26万929人 最終投票率：64.75%（前回比：11.91%） （全国投票率：59.32%（9.96%））
| 当落 | 候補者名 | 年齢 | 所属党派   | 新旧 | 得票数   | 得票率 | 惜敗率 | 推薦・支持   | 重複 |
| ---- | -------- | ---- | ---------- | ---- | -------- | ------ | ------ | ------------ | ---- |
| 当   | 北村茂男 | 67   | 自由民主党 | 前   | 89,266票 | 54.45% | ――     | 公明党推薦   | ○    |
|      | 近藤和也 | 39   | 民主党     | 前   | 62,543票 | 38.15% | 70.06% | 国民新党推薦 | ○    |
|      | 渡辺裕子 | 27   | 日本共産党 | 新   | 12,147票 | 7.41%  | 13.61% |              |      |

時の内閣：麻生内閣 解散日：2009年7月21日 公示日：2009年8月18日
当日有権者数：26万8230人 最終投票率：76.66%（前回比：4.42%） （全国投票率：69.28%（1.77%））
| 当落 | 候補者名 | 年齢 | 所属党派   | 新旧 | 得票数    | 得票率 | 惜敗率 | 推薦・支持   | 重複 |
| ---- | -------- | ---- | ---------- | ---- | --------- | ------ | ------ | ------------ | ---- |
| 当   | 近藤和也 | 35   | 民主党     | 新   | 100,832票 | 49.85% | ――     | 国民新党推薦 | ○    |
| 比当 | 北村茂男 | 63   | 自由民主党 | 前   | 98,799票  | 48.84% | 97.98% | 公明党推薦   | ○    |
|      | 東義和   | 54   | 幸福実現党 | 新   | 2,654票   | 1.31%  | 2.63%  |              |      |

時の内閣：第2次小泉改造内閣 解散日：2005年8月8日 公示日：2005年8月30日
当日有権者数：27万5961人 最終投票率：72.24%（前回比：7.05%） （全国投票率：67.51%（7.65%））
| 当落 | 候補者名 | 年齢 | 所属党派   | 新旧 | 得票数    | 得票率 | 惜敗率 | 推薦・支持     | 重複 |
| ---- | -------- | ---- | ---------- | ---- | --------- | ------ | ------ | -------------- | ---- |
| 当   | 北村茂男 | 59   | 自由民主党 | 新   | 116,215票 | 60.00% | ――     | 公明党推薦     | ○    |
|      | 桑原豊   | 59   | 民主党     | 元   | 77,463票  | 40.00% | 66.65% | 社会民主党推薦 | ○    |

- 瓦は比例北陸信越ブロック単独で出馬し当選。

時の内閣：第1次小泉第2次改造内閣 解散日：2003年10月10日 公示日：2003年10月28日
当日有権者数：27万8157人 最終投票率：65.19%（前回比：3.15%） （全国投票率：59.86%（2.63%））
| 当落 | 候補者名 | 年齢 | 所属党派   | 新旧 | 得票数    | 得票率 | 惜敗率 | 推薦・支持 | 重複 |
| ---- | -------- | ---- | ---------- | ---- | --------- | ------ | ------ | ---------- | ---- |
| 当   | 瓦力     | 66   | 自由民主党 | 前   | 102,864票 | 58.09% | ――     |            | ○    |
|      | 桑原豊   | 58   | 民主党     | 前   | 66,240票  | 37.41% | 64.40% |            | ○    |
|      | 坂本浩   | 39   | 日本共産党 | 新   | 7,972票   | 4.50%  | 7.75%  |            |      |

時の内閣：第1次森内閣 解散日：2000年6月2日 公示日：2000年6月13日 最終投票率：68.34%（前回比：6.24%） （全国投票率：62.49%（2.84%））
| 当落 | 候補者名   | 年齢 | 所属党派   | 新旧 | 得票数    | 得票率 | 惜敗率 | 推薦・支持 | 重複 |
| ---- | ---------- | ---- | ---------- | ---- | --------- | ------ | ------ | ---------- | ---- |
| 当   | 瓦力       | 63   | 自由民主党 | 前   | 133,667票 | 72.39% | ――     |            | ○    |
|      | 池田健三郎 | 31   | 民主党     | 新   | 39,687票  | 21.49% | 29.69% |            | ○    |
|      | 坂本浩     | 36   | 日本共産党 | 新   | 8,176票   | 4.43%  | 6.12%  |            |      |
|      | 種部秀之   | 33   | 自由連合   | 新   | 3,123票   | 1.69%  | 2.34%  |            | ○    |

時の内閣：第1次橋本内閣 解散日：1996年9月27日 公示日：1996年10月8日
当日有権者数：27万9420人 最終投票率：74.58%（前回比：2.64%） （全国投票率：59.65%（8.11%））
| 当落 | 候補者名 | 年齢 | 所属党派   | 新旧 | 得票数   | 得票率 | 惜敗率 | 推薦・支持 | 重複 |
| ---- | -------- | ---- | ---------- | ---- | -------- | ------ | ------ | ---------- | ---- |
| 当   | 瓦力     | 59   | 自由民主党 | 前   | 92,820票 | 45.45% | ――     |            | ○    |
|      | 矢田富郎 | 47   | 無所属     | 新   | 90,798票 | 44.46% | 97.82% |            | ×    |
|      | 鍵主政範 | 56   | 民主党     | 新   | 14,129票 | 6.92%  | 15.22% |            | ○    |
|      | 古川孝作 | 55   | 日本共産党 | 新   | 6,471票  | 3.17%  | 6.97%  |            |      |